# Palmiry

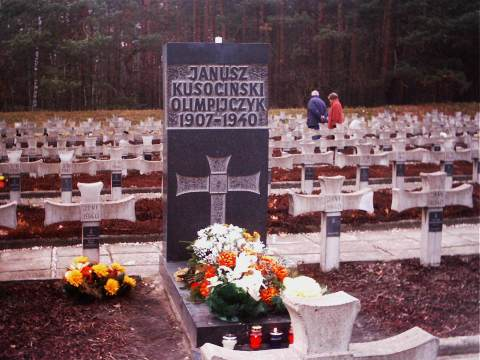
Tomba di Janusz Kusociński

Palmiry ( [palˈmirɨ] ) è un villaggio nel distretto amministrativo di Gmina Czosnów, all'interno della contea di Nowy Dwór Mazowiecki, Voivodato di Masovia, nella Polonia centro-orientale. Si trova ai margini della foresta di Kampinos, a circa 4 km sud-est di Czosnów 11 km sud-est di Nowy Dwór Mazowiecki e 23 km nord-ovest di Varsavia. Nel 2000 il villaggio aveva una popolazione approssimativa di 220 abitanti. 

## Esecuzioni di massa durante l'occupazione tedesca della Polonia
Durante la seconda guerra mondiale, tra il 1939 e il 1943, il villaggio e la foresta circostante furono uno dei siti delle esecuzioni di massa naziste tedesche di ebrei, di intellighenstia polacca, di politici e atleti, uccisi durante l'AB-Aktion tedesca in Polonia. La maggior parte delle vittime furono prima arrestate e torturate nella prigione di Pawiak a Varsavia, quindi trasferite sul luogo dell'esecuzione. In totale, circa 1700 polacchi furono qui uccisi in esecuzioni segrete tra il 7 dicembre 1939 e il 17 luglio 1941. 
Nel 1946, i corpi furono riesumati e rinvenuti in un nuovo cimitero, situato a circa 5 chilometri dal villaggio stesso. Il sito rinascimentale è un mausoleo nazionale polacco dal 1948.